# Западно чагатайско ханство
Западното Чагатайското ханство е държава отцепила се през около 1340 година от Чагатайското ханство. То се намирало в района на планината Тяншан и равнините на запад от нея. Столицата на Западното Чагатайско ханство е днешния град Самарканд.

## История
Сведения за тази монголска държава почти няма. Само се знае, че през 1370 година, монголския Темерлан хан нахлул в ханството, разбил го и на неговото място създава своя силна империя. Вече Чагатайското ханство не съществувало тъй като през 1363 година и другото ханство се разпаднало. Хората живеещи някога в Чагатайското ханство вече били под властта на Темерлан хан. След като той умира най-вероятно същите хора създават ханство Моголистан и след това ханство Могулия.